# Anolis deltae
Anolis deltae este o specie de șopârle din genul Anolis, familia Polychrotidae, descrisă de Williams 1974. Conform Catalogue of Life specia Anolis deltae nu are subspecii cunoscute.